# Турецькі поховання часів Першої світової війни на Західній Україні

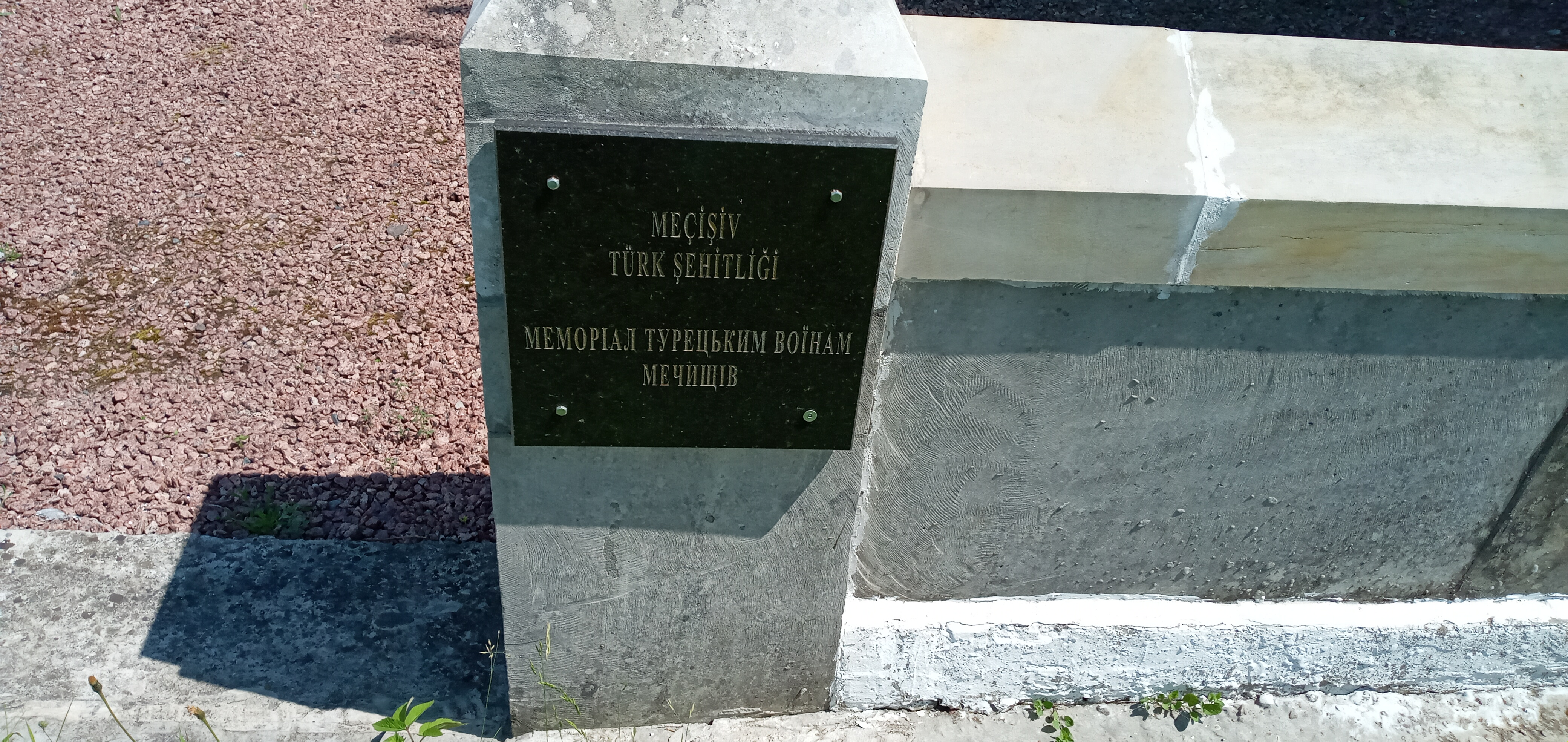
Турецький цвинтар у Мечищеві

Турецькі військові брали участь у бойових діях на галицькому фронті над річкою Золота липа у 1916—1917 роках. Вони проявили себе як хоробрі воїни, взяли в полон 12 російських офіцерів і 853 солдатів. На турецькій ділянці було вбито кілька тисяч осіб. Втрати турецької сторони також були масштабними.

## Історія
Після успішного проведення турками Дарданелльської військової операції у січні 1916 року англо-французький десант покинув Галліполійський півострів, і ніхто не чинив спроби захопити Стамбул. Тому турецьке командування вирішило перегрупувати сили та вислати підкріплення на інші ділянки кордону.
Енвер-паша запропонував допомогти німцям чи австрійцям, і в червні 1916 року на Галичину було відправлено 15-й корпус 5-ї турецької армії під командуванням генерала Лімана фон Сандерса, до складу якого входили 19-та й 20-та дивізії. Його чисельність становила 40 тисяч солдатів і офіцерів. Ісмаїл Джеват Чобанлі було призначено командувачем.
22 липня 1916 року перші ешелони з турецькими військовими вирушили на німецько-австрійський Східний фронт залізницею за маршрутом через Софію — Будапешт — Краків — Перемишль — Львів. 5 серпня підрозділи почали розвантажуватися на залізничній станції Ковель на Волині. 7 серпня було вирішено перенаправити турецькі підрозділи на Галичину.
Останнім прифронтовим населеним пунктом був Рогатин. Тут відбувалося перегрупування військ, поповнення запасів амуніції. Потім залізницею підрозділи діставались до с. Підвисоке (Тернопільський район), Липиця Верхня, Липиця Нижня, Свистельники (нині Світанок), розташованих вздовж річки Нараївки, а також в околицях Гутиська та Мечищева (на південь від Бережан), і звідти вирушали до лінії фронту, яка розташовувалась вздовж лівого берега річки Золота Липа. 22 серпня турецькі війська остаточно зайняли свої позиції, підмінивши 54 австро-угорську піхотну дивізію. Оборону від Потутор до Божикова зайняла 19-та турецька дивізія, а її штаб розташувався у селі Мечищів. У селі Надорожневі квартирувала військова частина. 20-та піхотна дивізія розташовувалась по лінії Божиків-Лиса, а її штаб у с. Шумляни. 15-й турецький корпус зі штабом у с. Підвисоке (Тернопільський район) ввійшов до німецько-австрійської армії південь на чолі з генералом Феліксом фон Ботмером. 19 серпня турецькі війська почали боротись на Східному фронті разом з 55-ю турецькою дивізією під командуванням генерала Гофмана й Українськими січовими стрільцями (УСС).
31 серпня росіяни почали черговий потужний наступ уздовж усього австрійсько-російського фронту, але головний удар був спрямований на майже 90-кілометрову ділянку фронту по лінії Галич — Більшівці — Скоморохи — Липиця Нижня — Мечищів — Рибники — Потутори, яку в Галичині обороняли дивізії Південної армії Ботмера. Наступ почався 2 вересня. Найбільш запеклі бої точились біля Бережан. У той же час ворог атакував позиції 15-го турецького корпусу на ділянці Потутори — Божиків — Лиса на південь від Бережан. Але спроба була невдалою, зазнавши великих втрат, росіяни відійшли на попередні позиції на лівому березі р. Золота Липа. Протягом наступних днів обстріли продовжились, але були менш інтенсивними. 5 вересня російським дивізіям все-таки вдалося прорвати фронт Південної армії в районі Високе — Горожанка. Генерал Ботмер наказав двом німецьким резервним корпусам та частково 15-му турецькому корпусу відійти 15—20 кілометрів на захід, на нові оборонні рубежі вздовж річки Нараївки. Унаслідок цього правий фланг Південної армії вигнувся дугою і проходив у той час по лінії Галич — Більшівці — Скоморохи — Липиця Нижня — Мечищів — Рибники — Потутори. Нові позиції турецьких дивізій були розташовані по лінії сіл Липиця Нижня — Мечищів — Рибники. 7 вересня росіяни атакували позиції 15-го турецького корпусу. Найтяжчі бойові дії були у ніч на 9 вересня біля с. Мечищів. Турецьким військам вдалось встояти, але вони зазнали великих втрат (1500 осіб). Застосовуючи отруйні гази, 15 вересня росіяни вдарили по позиціях 20-ї турецької піхотної дивізії по лінії с. Липиця Нижня-Мечищів. Проте спроба прорвати оборону була невдалою завдяки спільним зусиллям турецьких і німецьких військ 185-ї резервної піхотної дивізії зі складу сусіднього німецького 25-го Резервного корпусу, які прибули на допомогу. Того ж дня, 15 вересня, російські війська завдали ще одного потужного удару по лінії фронту між селами Потутори та Рибники, яку обороняли підрозділи 57-го піхотного полку зі складу 19-ї турецької піхотної дивізії. Російським військам вдалось пробити першу і частково другу лінії оборони турків. Але спільними зусиллями австро-угорської піхоти та артилерії й Українських січових стрільців вдалось відбити наступ.  
16-17 вересня продовжились запеклі бої. У кінці вересня росіяни зазнали великих втрат під час атаки на позиції 15-ого корпусу. Бої відновились у жовтні. Ворогу так і не вдалося здобути турецькі позиції і проламати фронт 15-го корпусу. Втрати турецької сторони були великими: вбитими, пораненими та пропалими безвісти було втрачено понад 5 тисяч солдатів.
У листопаді на фронті запанувало затишшя. Турки перезимували над р. Золотою Липою. Бої припинились після Лютневої революції. Водночас ситуація на Месопотамському фронті погіршувалась. Саме тому командування вирішило відкликати 15-й корпус, а згодом на батьківщину повернулась і 19-та дивізія. Після того розпочався наступом Керенського на турецькі позиції, але їм вдалося втриматись. Під час відповіді-наступу разом з австро-німецькими підрозділами турки дійшли до Збруча. 22 серпня 1917 року Галичину покинули останні турецькі підрозділи.

## Турецькі поховання на теренах сучасної Західної України
Багато турецьких воїнів загинуло на Галичині. Поранені отримували допомогу в шпиталях Львова, Відня й Кракова, багатьох не вдалось врятувати. Турецькі поховання знаходяться на території сучасних Івано-Франківської, Тернопільської та Львівської областей. Багато турецьких поховань були знищені радянською владою у 1948—1949 рр. На Личаківському кладовищі міста Львова також було багато турецьких поховань. Вцілілі турецькі військові цвинтарі розташовані на околицях сіл Верхня Липиця, Лопушня, Підвисоке, Гутисько та Мечищів. Також військові поховання до останнього часу існували в Стрию, Рогатині, Пукові та Путятинцях, де розташовувались військові шпиталі, у яких померла частина поранених солдат і були поховані на місцевих кладовищах.
21 травня 2016 року на турецькому цвинтарі у Лопушні було урочисто відкрито оновлений меморіал. В урочистостях взяв участь посол Туреччини в Україні Йонет Джан Тезель. На сучасному обеліску напис українською та турецькою мовами: "Памяті турецьких солдатів, які полягли в Першу світову війну на Галицькому фронті в 1916-1917 роках. Спокій їхнім душам!". У с. Гутисько поховані турецькі офіцери.